# Чемпионат Египта по футболу
Египетская премьер-лига (англ. Etisalat Egyptian Premier League, араб. الدوري المصري الممتاز‎) — главное футбольное соревнование в Египте на клубном уровне. В первенстве участвуют 18 команд, играющих в два круга между собой дома и в гостях по системе осень-весна. В лиге существует ограничение на иностранных игроков: не более трёх игроков без египетского гражданства имеют право находиться на поле в ходе матча.

## Формат проведения
В настоящее время в чемпионате выступает 18 клубов. По ходу сезона, который длится с августа по май, каждый клуб дважды встречается со всеми остальными клубами: один раз — на своём поле и один раз — на поле соперника. Таким образом, сезон чемпионата для каждого клуба состоит из 34 матчей. За победу в матче команда получает три очка, за ничью — одно очко. В случае поражения команда не получает очков. По завершении каждого сезона клуб, набравший больше всех очков, получает чемпионский титул. В случае равенства очков титул присуждается по разнице мячей, в случае равенства разницы мячей — по забитым голам.

## Спонсоры
С 2005 года и по сей день Египетская Премьер-лига имеет официального спонсора. Спонсор определяет официальное название чемпионата. Ниже представлен список спонсоров Премьер-лиги и официальные названия турнира:
- 2005—2007: Vodafone (Egyptian Premier League)
- 2007—2011: Etisalat (Egyptian Premier League)
- 2011—2014: Vodafone (Egyptian Premier League)
- 2011—настоящее время: Egyptian Premier League

## Чемпионы
| Команда               | Титулы | Сезоны |
| --------------------- | ------ | --- |
| Аль-Ахли              | 45     | 1948/49, 1949/50,1950/51, 1952/53, 1953/54, 1955/56, 1956/57, 1957/58, 1958/59, 1960/61, 1961/62, 1974/75, 1975/76, 1976/77, 1978/79, 1979/80, 1980/81, 1981/82, 1984/85, 1985/86, 1986/87, 1988/89, 1993/94, 1994/95, 1995/96, 1996/97, 1997/98, 1998/99, 1999/00, 2004/05, 2005/06, 2006/07, 2007/08, 2008/09, 2009/10, 2010/11, 2013/14, 2015/16, 2016/17, 2017/18, 2018/19, 2019/20, 2022/23, 2023/24, 2024/25 |
| Замалек               | 14     | 1959/60, 1963/64, 1964/65, 1977/78, 1983/84, 1987/88, 1991/92, 1992/93, 2000/01, 2002/03, 2003/04, 2014/15, 2020/21, 2021/22 |
| Исмаили               | 3      | 1966/67, 1990/91, 2001/02 |
| Аль-Мокавлун аль-Араб | 1      | 1982/83 |
| Газль Эль-Махалла     | 1      | 1972/73 |
| Олимпи                | 1      | 1965/66 |
| Терсана               | 1      | 1962/63 |

## Бомбардиры
Список корректен на 22 января. Включены футболисты, забившие более 150 голов
1. Хассан Эль-Шазли (Терсана) — 176
2. Хоссам Хассан (Аль-Ахли) — 168